# Lamezia Terme
Lamezia Terme é uma cidade italiana da Calábria, com 70.261 habitantes.
O município foi criado em 4 de janeiro de 1968 pela fusão dos municípios extintos de Nicastro, Sambiase e Sant'Eufemia Lamezia.

## Demografia
| Variação demográfica do município entre 1861 e 2011                               |
|                                                                                   |
| Fonte: Istituto Nazionale di Statistica (ISTAT) - Elaboração gráfica da Wikipedia |